# Димитровська премія
Дими́тровська пре́мія — це колишня (1950–1990) найвища державна відзнака в Болгарії за досягнення в галузях науки, мистецтва і культури.

## Загальні положення

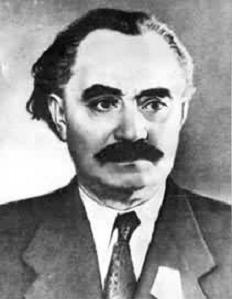
Георгій Димитров

Премію названо іменем генерального секретаря Центрального комітету Болгарської комуністичної партії і голови Ради міністрів Болгарської Народної Республіки у 1946–1949 роках Георгія Димитрова. Нагороджували медаллю і почесним званням «Лауреат Димитровської премії». Оцінено, що це було п'яте з дев'яти найвищих почесних звань у Народній Республіці Болгарії. Лауреатами ставали творчі колективи і окремі особи за визначні теоретичні та прикладні наукові праці, за роботи в галузі архітектури та мистецтва, що відповідають духу соціалістичного реалізму. Обумовлено, що наукову працю або художній твір належить передати в публічне надбання (опублікувати, викласти, виконати) щонайменше 6 місяців перед номінацією на Димитровську премію.
Заснували цю премію згідно з постановою Президії Народних зборів Народної Республіки Болгарії від 23 травня 1949 року. Нагороджувати нею почали у 1950-му. Відповідно до іншої постанови, ухваленої у 1960-му, Рада міністрів Болгарії має формувати дві окремі комісії: у питаннях літератури та мистецтва і в питаннях науки, винахідництва та раціоналізації. За цими двома постановами, до 1971 року лауреатами Димитровської премії могли бути тільки болгарські громадяни. За третьою постановою (грудень 1971), дозволялося нагороджувати й громадян інших країн. Всього нею нагороджено 1288 осіб. У 1990 році Димитровську премію перестали присуджувати.

## Опис медалі
Медаль спершу виготовляли з бронзи, а згодом — із золота. На аверсі зліва зображено повернутий вліво профіль Георгія Димитрова, справа — лаврова гілочка. На реверсі є трирядковий напис «Лауреат На Димитровска Награда» під п'ятикутною зіркою. Колодка обтягнена темно-червоною стрічкою. До 1960 року було три ступені цієї нагороди, а далі звели до одного.

## Лауреати Димитровської премії

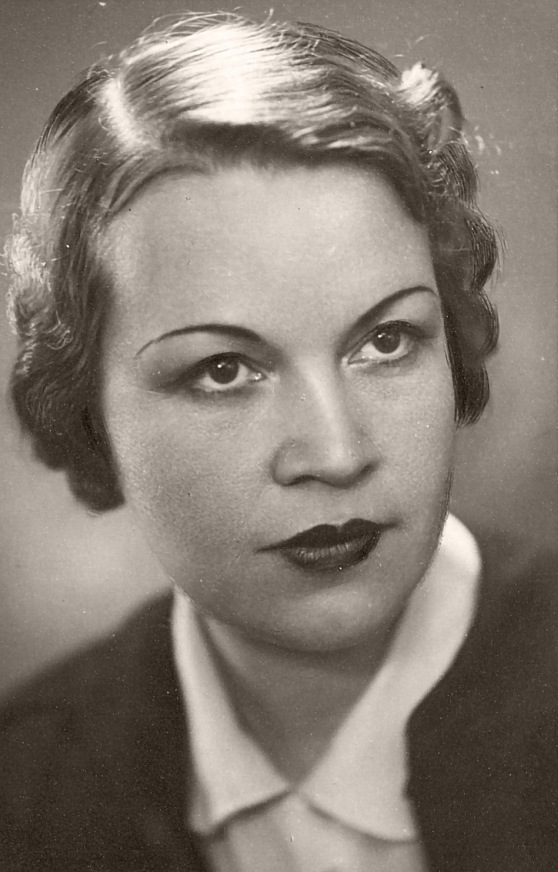
Єлисавета Багряна

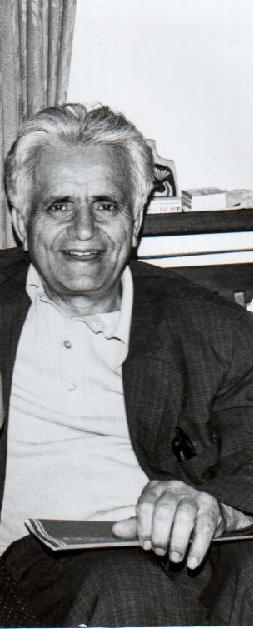
Асен Босев

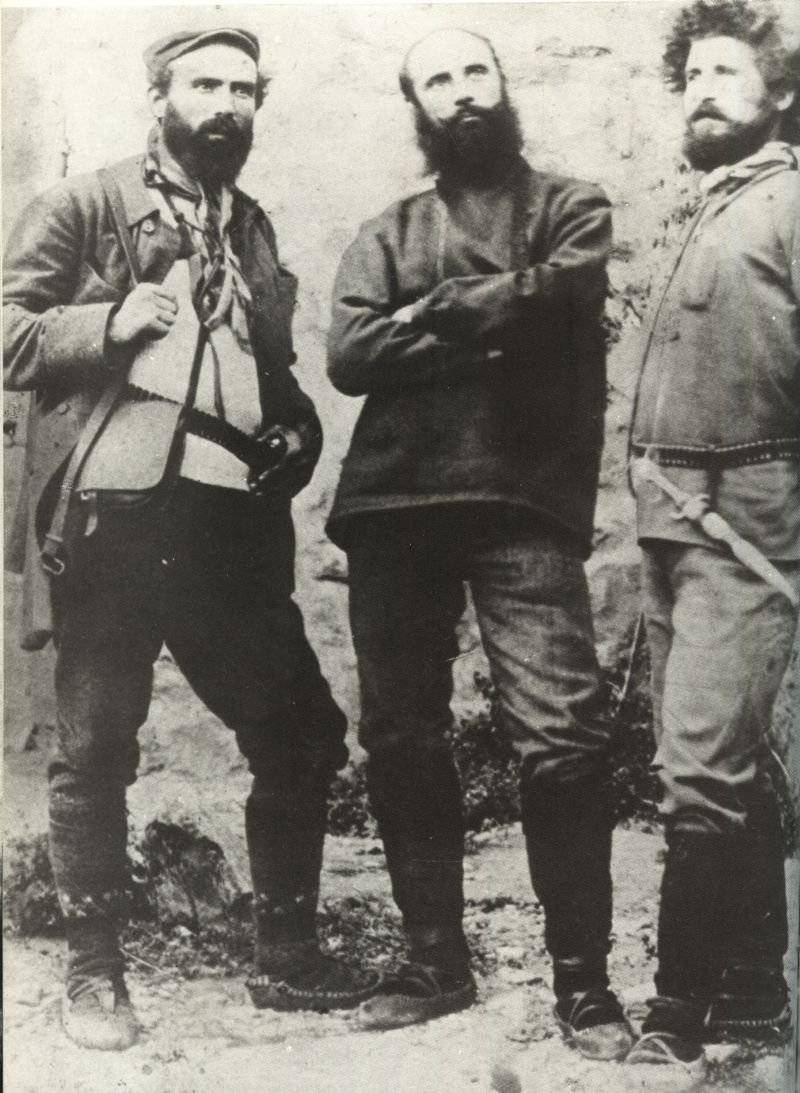
Павел Делірадев (зліва)

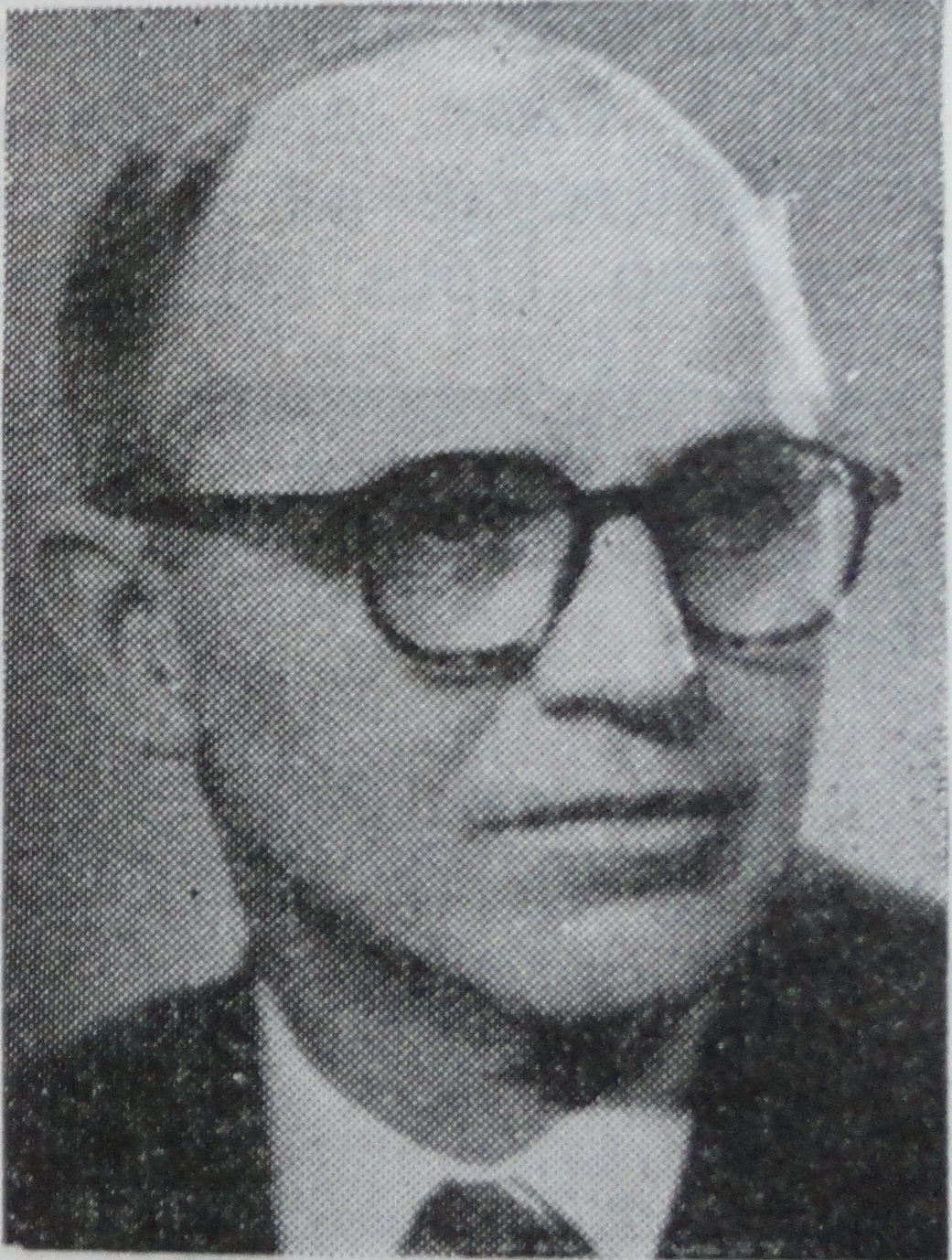
Асен Киселінчев

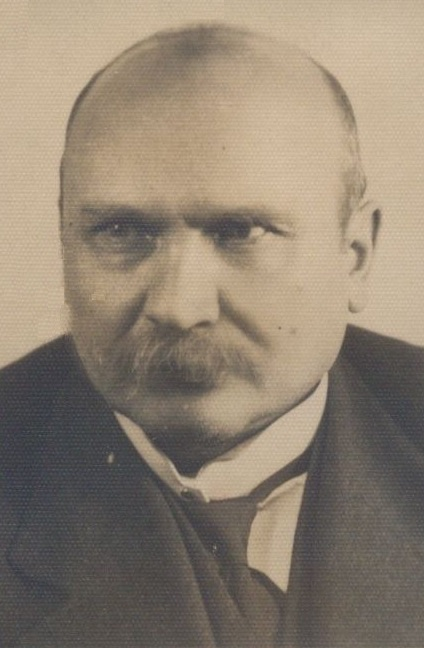
Стефан Младенов

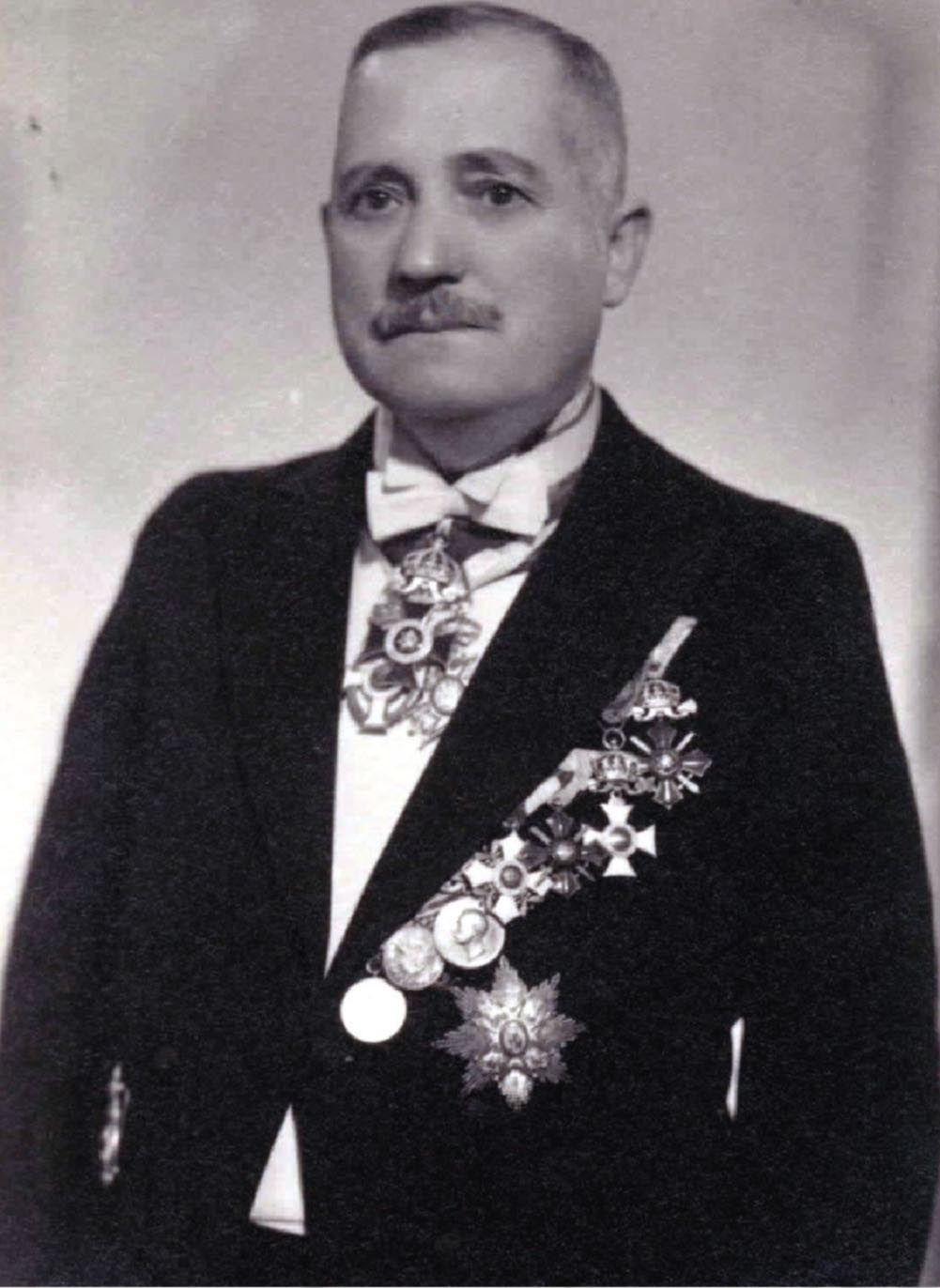
Константин Пашев

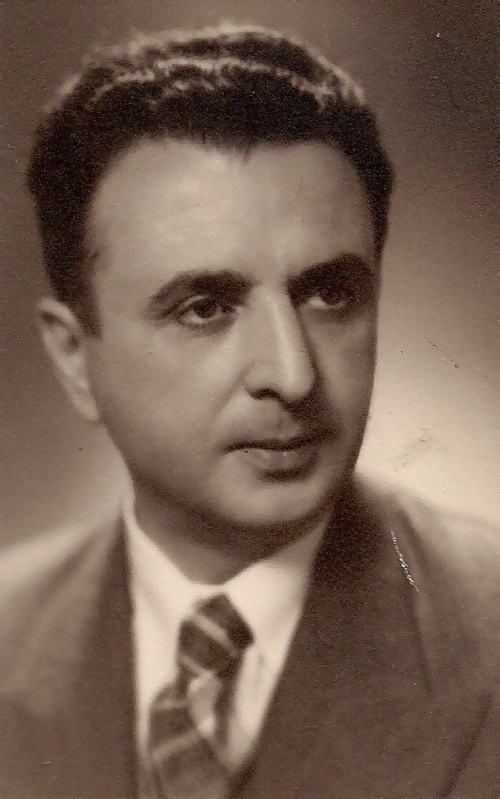
Димитр Гюдженов

- 1950 рік
  - Веселин Андреев, поет
  - Ксенофонт Андреев — Ксенофонт Андреєв, патолог
  - Петко Атанасов — Петко Атанасов, артист
  - Єлисавета Багряна, поетеса
  - Ілія Бешков, художник
  - Гйончо Белев, письменник
  - Мими Балканска, оперна співачка
  - Станчо Белковски — Станчо Белковський, архітектор
  - Георги Бончев — Георги Бончев, геолог
  - Еким Бончев, геолог, палеонтолог
  - Борис Борозанов, режисер, сценарист і актор
  - Асен Босев, письменник
  - Мария Бохачек, оперна співачка
  - Христо Бръмбаров — Христо Бримбаров, оперний співак
  - Невена Буюклиева, драматична актриса
  - Орлин Василев — Орлин Василев, письменник
  - Павел Вежинов, письменник-фантаст
  - Крум Велков — Крум Велков, письменник (має бути 1949)
  - Стоян Венев, художник
  - Панчо Владигеров, композитор
  - Сава Гановски — Сава Гановський, філософ
  - Боян Дановски — Боян Дановський, режисер
  - Стоян Даскалов — Стоян Даскалов, письменник
  - Павел Делирадев — Павел Делірадев, публіцист
  - Данаїл Дечев, художник
  - Михаил Димитров — Михаїл Димитров, історик
  - Лиляна Димитрова — Ліляна Димитрова, ткаля на Габровському комбінаті
  - Христо Даскалов — Христо Даскалов, агроном
  - Лазар Добрич — Лазар Добрич, цирковий діяч
  - Стоян Загорчинов — Стоян Загорчинов, письменник
  - Пантелей Зарев — Пантелей Зарев, критик
  - Камен Зидаров — Камен Зідаров, письменник[2]
  - Стефан Иванов — Стефан Іванов, художник
  - Даки Йорданов — Дакі Йорданов, ботанік
  - Илия Йосифов — Ілія Йосифов, оперний співак
  - Георги Караславов — Георгій Караславов, письменник
  - Нели Карова — Неллі Карова, співачка
  - Алекси Квартирников — Олексій Квартирников, інженер
  - Ольга Кірчева, актриса
  - Асен Киселинчев;— Асен Киселінчев, філософ
  - Константин Кисимов — Константин Кисимов, актор
  - Магда Колчакова — Магда Колчакова, актриса
  - Георги Костов — Георгій Костов, режисер
  - Филип Кутев — Філіп Кутев, композитор
  - Крум Кюлявков — Крум Кюлявков, письменник
  - Ламар — Ламар, письменник
  - Стефан Македонски — Стефан Македонський, оперний співак
  - Николай Массалитинов — Микола Массалітинов, режисер
  - Райна Михайлова — Райна Михайлова, оперна співачка[3]
  - Никола Михов — Никола Міхов, бібліограф
  - Стефан Младенов, філолог і журналіст
  - Георгій Наджаков, фізик
  - Жак Примо Натан — Жак Прімо Натан, історик
  - Светослав Обретенов — Светослав Обретенов, (був двічі?)
  - Никола Обрешков — Никола Обрешков, математик
  - Димитър Ораховец — Димитр Ораховец, медик
  - Константин Пашев, лікар
  - Любомир Пипков, композитор
  - Димитър Полянов — Димитр Полянов, поет
  - Кирил Попов — Кирил Попов, математик
  - Методи Попов — Методій Попов, біолог
  - Михаил Попов — Михаїл Попов, оперний співак (також лауреат за 1949 рік)
  - Сашо Попов — Сашо Попов, скрипаль і диригент
  - Марта Попова — Марта Попова, актриса (має бути 1949)
  - Христо Радевски — Христо Радевський, поет
  - Петър Райчев — Петар Райчев, оперний співак
  - Стефан Савов, актор
  - Тодор Самодумов — Тодор Самодумов, академік (1878–1957)
  - Кръстьо Сарафов — Кристьо Сарафов, актор
  - Славка Славова, співачка
  - Петко Стайнов, композитор
  - Людмил Стоянов — Людмил Стоянов, письменник
  - Николай Стоянов, ботанік
  - Филип Филипов — Філіп Філіпов, режисер
  - Іван Фунев, скульптор
  - Васил Холиолчев — Васил Холіолчев, кінорежисер (іще 1949)
  - Любомир Чакалов — Любомир Чакалов, математик

- 1951 рік

Бюст 12-річного Васко Абаджієва

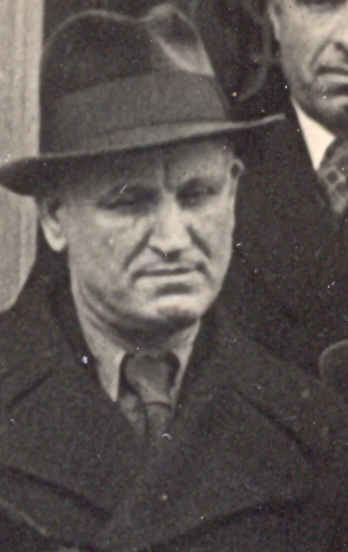
Николай Лілієв

  - Владимир Аврамов;— Владимир Аврамов, скрипаль і педагог
  - Петко Атанасов — Петко Атанасов, артист (вдруге)
  - Борис Ангелушев — Борис Ангелушев, художник
  - Цаньо Антонов — Цаньо Антонов, скульптор
  - Ангел Балевски — Ангел Балевський, інженер
  - Божидар Божилов — Божидар Божилов, письменник
  - Иван Бояджиев — Іван Бояджієв, будівельник
  - Кирил Братанов — Кирил Братанов, ветеринар
  - Иван Бурин, поет
  - Павел Вежинов, письменник-фантаст (вдруге)
  - Стефан Гъдуларов — Стефан Гидуларов, режисер[4]
  - Крум Григоров — Крум Григоров, письменник[5]
  - Андрей Гуляшки, письменник
  - Димитър Гюдженов — Димитр Гюдженов, художник
  - Иван Данчов — Іван Данчов, архітектор і педагог
  - Асен Дацев — Асен Дацев, фізик
  - Димитър Дечев — Димитр Дечев, філолог
  - Спас Джонев — Спас Джонев, артист
  - Захари Жандов — Захарій Жандов, кінорежисер
  - Константин Илиев — Константин Ілієв, диригент і композитор
  - Любомир Илиев — Любомир Ілієв, математик
  - Рене Йорданова — Рене Йорданова, оперна співачка
  - Георги Караславов — Георгій Караславов, письменник
  - Йордан Кръчмаров Йордан Кричмаров, скульптор
  - Иван Мартинов — Іван Мартинов, письменник
  - Александър Миленков — Александр Міленков, сценограф і художник
  - Никола Мирчев — Никола Мірчев, художник
  - Борис Митов — Борис Митов, художник
  - Стефан Младенов, мовознавець
  - Мара Пенкова, артистка лялькового театру
  - Ілія Петров, художник
  - Гюрга Пинджурова — Гюрга Пінджурова, народна співачка
  - Любомир Пипков, композитор (вдруге)
  - Илка Попова — Ілка Попова, співачка
  - Христо Радевски — Христо Радевський, поет (вдруге)
  - Стефан Савов, актор
  - Петър Славински — Петар Славинський, письменник (за роман «Останній штурм»)
  - Веселин Стоянов, композитор
  - Никола Фурнаджиев — Никола Фурнаджієв, поет
  - Иван Ценов — Іван Ценов, математик

- 1952 рік

Димитр Талев

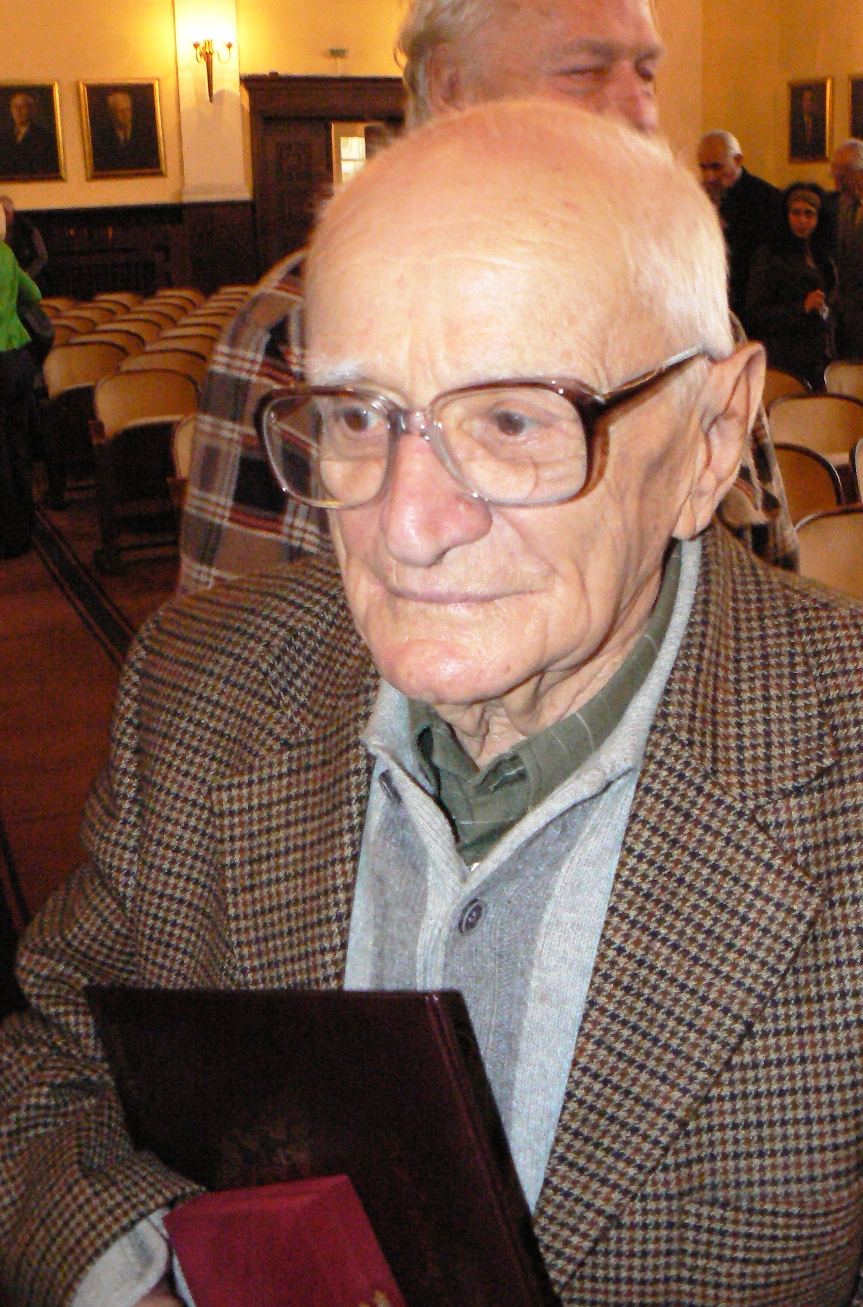
Валерій Петров

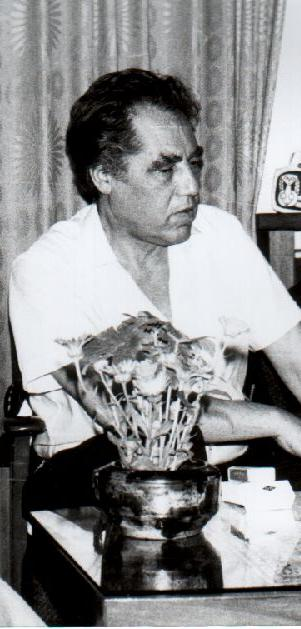
Георгій Джагаров

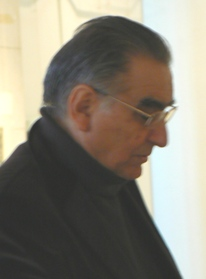
Светлин Русев

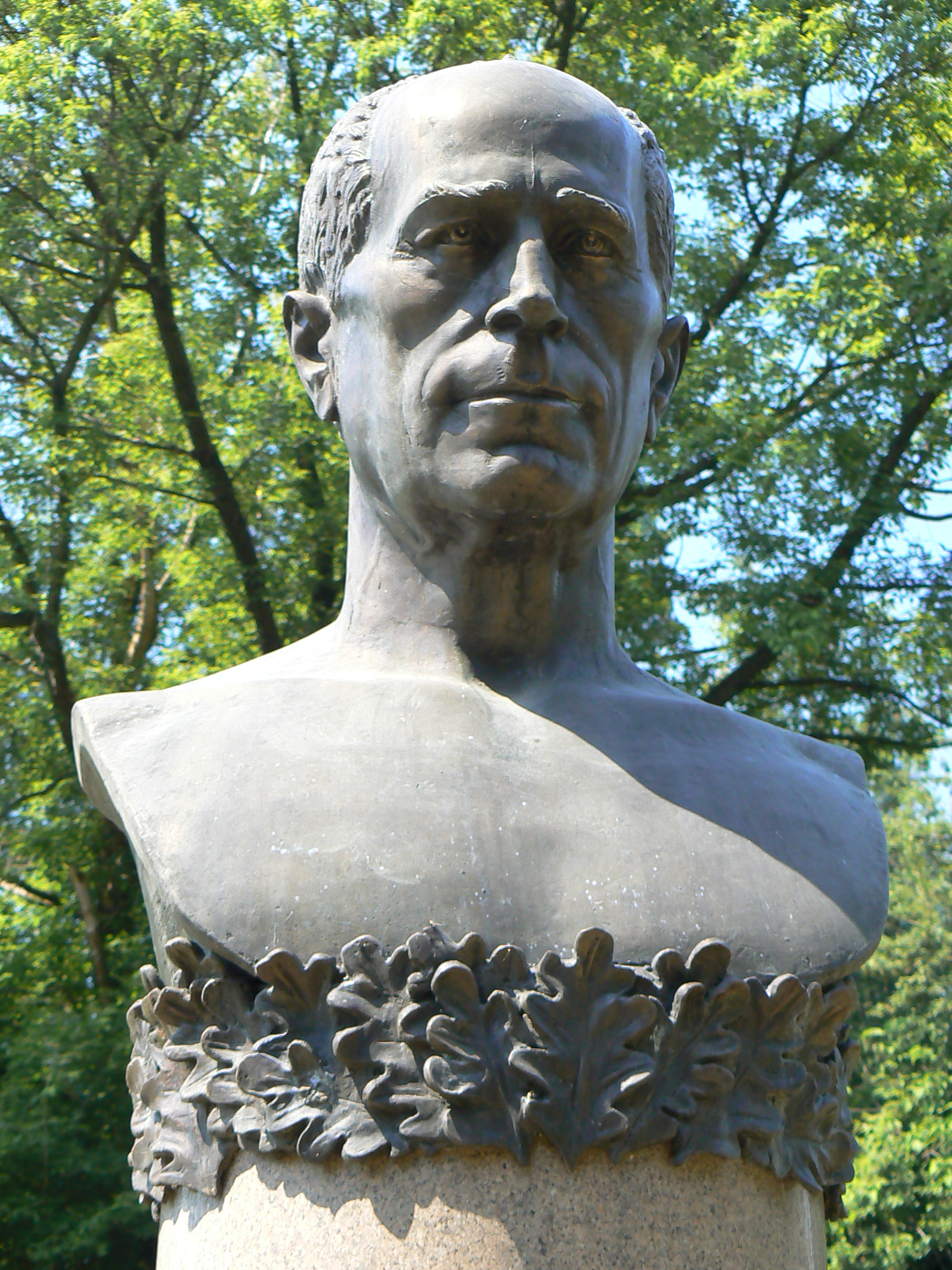
Николай Хайтов

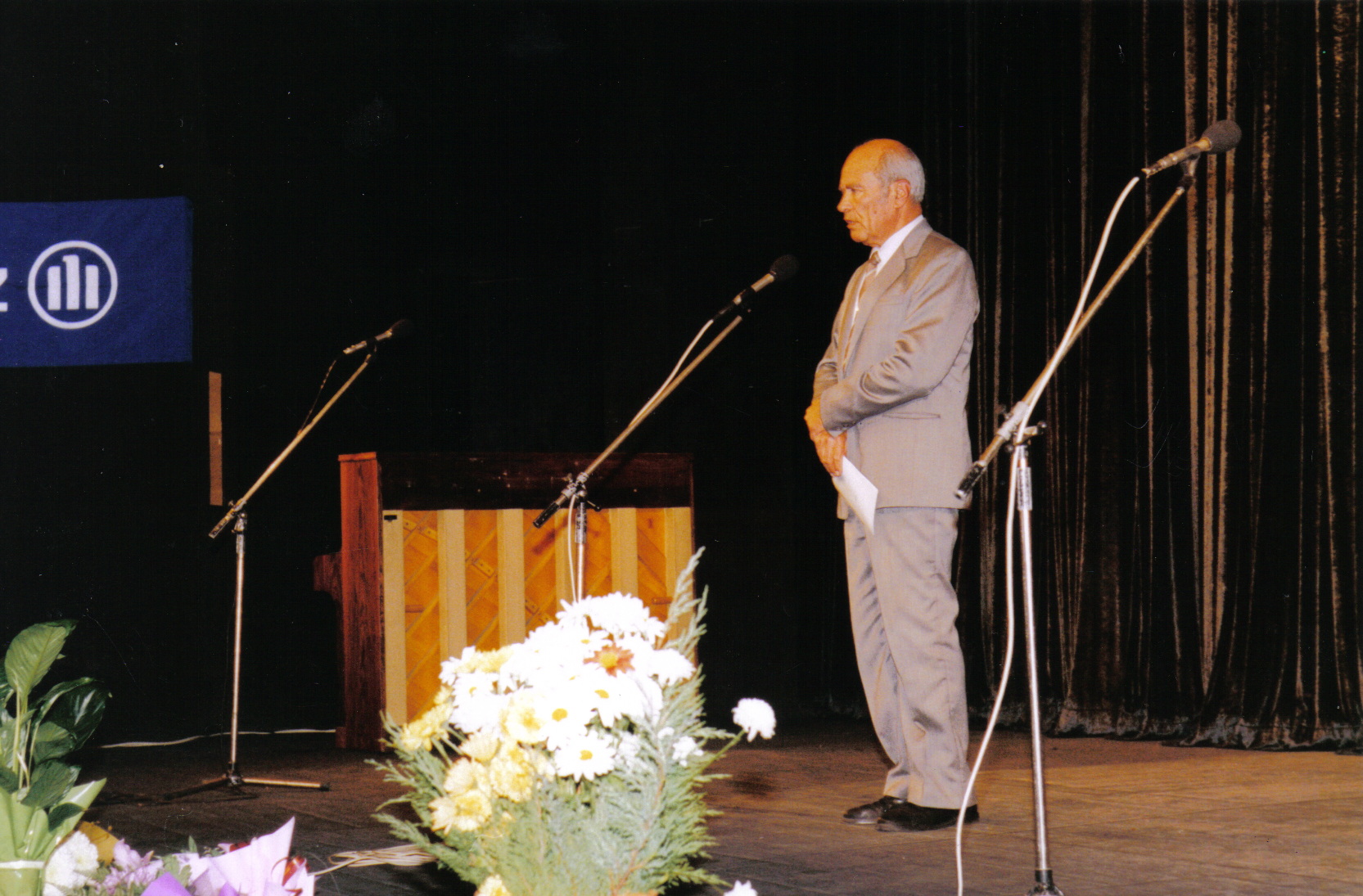
Стойчо Панчев

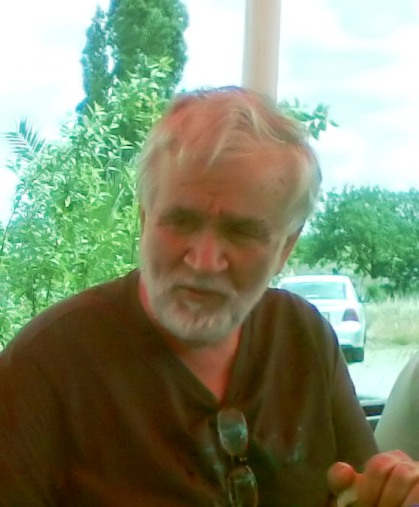
Любомир Левчев

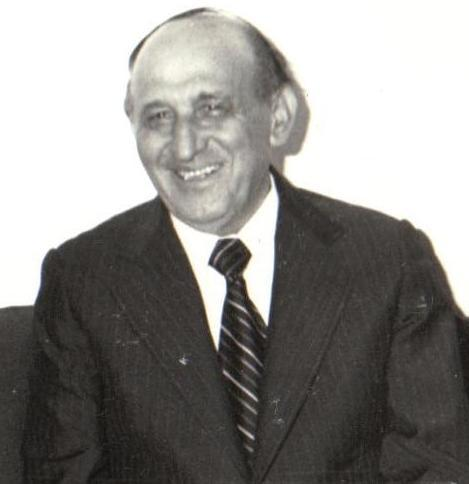
. Тодор Живков

. Тодор Рачинський

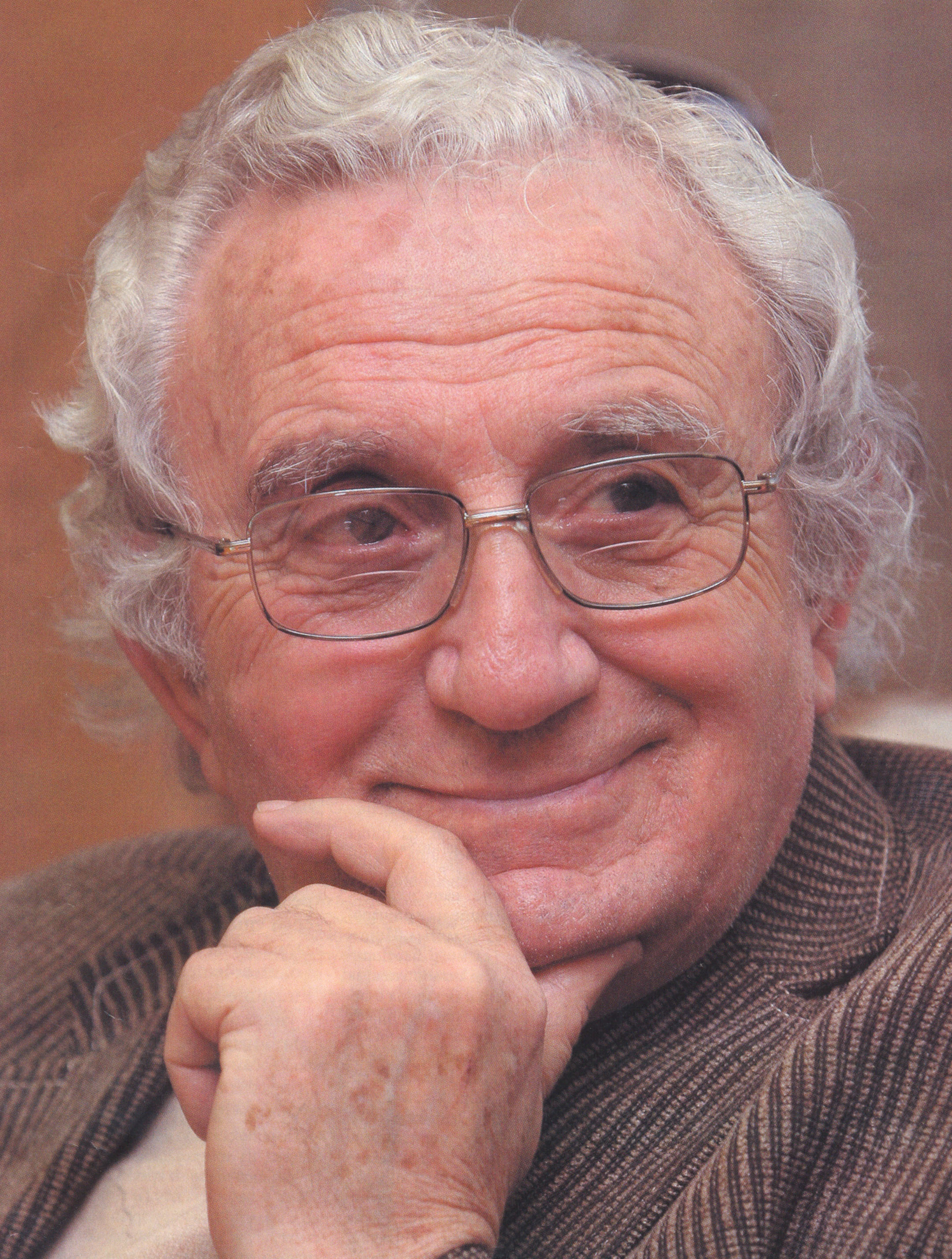
Анжел Вагенштайн

Дороті Годжкін

  - Георгій Атанасов, письменник (нагороджений посмертно)
  - Надя Афеян — Надя Афеян, співачка[6]
  - Ненко Балкански, художник
  - Александър Баров, архітектор
  - Калин Бояджиев, архітектор
  - Христо Бръмбаров — Христо Бримбаров, оперний співак (вдруге)
  - Димо Велев, гідроінженер
  - Валя Вербева, балерина
  - Данаїл Дечев, художник
  - Димитр Димов, письменник
  - Георги Каракашев — Георгій Каракашев, художник[7]
  - Нели Карова — Неллі Карова, співачка (вдруге)
  - Ламар — Ламар, письменник
  - Димитр Методієв, поет
  - Алексей Милковски — Алексей Милковський, оперний співак
  - Асен Найденов — Асен Найденов, диригент
  - Димитър Ненов — Димитр Ненов, піаніст і педагог
  - Тодор Попов — Тодор Попов, композитор[8]
  - Любомир Пипков, композитор (втретє)
  - Богомил Райнов, письменник і сценарист
  - Никола Рашев — Никола Рашев, електроінженер
  - Стефан Савов, актор
  - Веселин Стайков, художник
  - Ярослав Тагамлицки — Ярослав Тагамлицький, математик
  - Христо Христов, фізик
  - Тамара Янкова, піаністка
- 1953 рік
  - Авторський колектив фільму «Наша земя» (Анжел Вагенщайн — Борислав Шаралієв, Анжел Вагенштайн, Хаїм Олівер)
  - Васко Абаджієв, скрипаль
  - Анастас Бешков — Анастас Бешков, географ і педагог
  - Иван Васильов — Іван Васильов, архітектор
  - Стоян Венев, художник (вдруге)
  - Панчо Владигеров — Панчо Владигеров, композитор (вдруге)
  - Дако Даковски — Дако Даковський, кінорежисер (за фільм «Под игото»)
  - Апостол Карамитев — Апостол Карамітев, актор
  - Бончо Карастоянов — кінооператор (за фільм «Под игото»)
  - Петко Карлуковски — Петко Карлуковський, актор (за фільм «Под игото»)
  - Филип Кутев — Філіп Кутев, композитор (вдруге, за фільм «Под игото»)
  - Мирослав Миндов — Мирослав Міндов, актор (за фільм «Под игото»)
  - Стоян Сотиров — Стоян Сотіров, художник
- 1954 рік
  - Стефан Дичев — Стефан Дічев, письменник
- 1956 рік
  - Никола Икономов — Никола Ікономов, актор, режисер
- 1958 рік
  - Ілія Петров, художник (вдруге)
  - Стоян Сотиров — Стоян Сотиров, художник (вдруге)
- 1959 рік
  - Димитър Ангелов — Димитр Ангелов, письменник
  - Никола Белопитов — Никола Белопитов, електроінженер і винахідник
  - Любомир Бодуров — Любомир Бодуров, оперний співак
  - Иван Братанов, актор
  - Христо Ганев — Христо Ганев, артист
  - Андрей Гуляшки, письменник (вдруге)
  - Николай Гяуров, оперний співак
  - Дако Даковски — Дако Даковський, кінорежисер (вдруге)
  - Захари Жандов — Захарій Жандов, кінорежисер (вдруге)
  - Димитр Іванов, хімік
  - Константин Илиев — Константин Ілієв, диригент і композитор (вдруге)
  - Йовчо Йовчев — Йовчо Йовчев, геолог
  - Райна Кабаиванска — Райна Кабаиванска, співачка
  - Димитър Каданов — Димитр Каданов, анатом і винахідник
  - Георги Калоянчев — Георгій Калоянчев, актор
  - Георги Караславов — Георгій Караславов, письменник (вдруге)
  - Асен Киселинчев;— Асен Киселінчев, філософ (вдруге)
  - Алексей Милковски — Алексей Милковський, оперний співак (вдруге)
  - Кирил Мирчев — Кирил Мірчев, філолог
  - Асен Найденов — Асен Найденов, диригент (вдруге)
  - Ілія Петров, художник (утретє)
  - Катя Попова — Катя Попова, оперна співачка
  - Димитр Талев, письменник
  - Димитър Узунов — Димитр Узунов, оперний співак
  - Никола Фурнаджиев — Никола Фурнаджієв, поет
  - Веселин Ханчев, поет
- 1960 рік
  - Димитр Ангелов, письменник
  - Георги Бакърджиев, художник
  - Тодор Владигеров — Тодор Владигеров, економіст
  - Мако Даков — Мако Даков, лісівник і політик
  - Валерій Петров, поет
  - Георги Стоилов — Георгій Стоїлов, архітектор
- 1961 рік
  - Иван Антипов-Каратаев — Іван Антипов-Каратаєв, російський ґрунтознавець
  - Гирагос Крикор Елмаджиян — Гірагос Крикор Елмаджіян, інженер
- 1962 рік
  - Стефан Гецов, актор
  - Боян Дановски — Боян Дановський, режисер (вдруге)
  - Пеньо Пенев — Пеньо Пенев, поет (посмертно)[9]
  - Дечко Узунов, художник
  - Веселин Ханчев, поет (вдруге)
- 1963 рік
  - Иннокентий Герасимов;— Інокентій Герасимов, географ
- 1964 рік
  - Борис Ангелушев — Борис Ангелушев, художник (вдруге)
  - Микола Балуховський, геолог, за відкриття Долно-Дибнінського нафтового та Чиренського газового родовищ
  - Юлия Винер-Ченишева — Юлія Вінер-Ченишева, співачка
  - Марин Големінов, композитор
  - Мако Даков — Мако Даков, політик, лісівник
  - Димитр Методієв, поет (вдруге)
- 1965 рік
  - Емилиян Станев;— Еміліян Станев, письменник
- 1966 рік
  - Стефан Ангелов, Любомир Антонов и Петър Попов — Стефан Ангелов, Любомир Антонов і Петар Попов, за розробку «ЕЛКА-6521»
  - Ілія Волен, письменник
  - Никола Гюзелев — Никола Гюзелев, оперний співак
  - Николай Гяуров, оперний співак (вдруге)
  - Георги Джагаров — Георгій Джагаров, поет
  - Тодор Динов — Тодор Динов, кінорежисер, художник
  - Антон Дончев, письменник
  - Васил Йончев — Васил Йончев, художник-ілюстратор
  - Ангел Каралийчев — Ангел Каралійчев, письменник
  - Жак Примо Натан — Жак Прімо Натан, історик (вдруге)
  - Цено Хинковски — Цено Хінковський, зоолог-генетик
- 1967 рік
  - Емилиян Станев;— Еміліян Станев, письменник (вдруге)
- 1968 рік
  - Ангел Балевски — Ангел Балевський, інженер (вдруге)
  - Светлин Русев — Светлин Русев, художник
- 1969 рік
  - Юри Буков, болгарський і французький піаніст
  - Орлин Василев, письменник, сценарист (вдруге)
  - Стоян Даскалов — Стоян Даскалов, письменник (вдруге)
  - Пантелей Зарев — Пантелей Зарев, критик (вдруге)
  - Любомир Илиев — Любомир Ілієв, математик (вдруге)
  - Георги Котев — Георгій Котев, лікар, токсиколог
  - Атанас Малеев — Атанас Малєєв, лікар
  - Орлин Орлинов — Орлин Орлинов, поет
  - Димитър Петков — Димитр Христов Петков, композитор
  - Въло Радев — Вило Радев, кінорежисер
  - Богомил Райнов, письменник і сценарист (вдруге)
  - Благовест Сендов, математик
  - Георги Узунов — Георгій Узунов, психіатр і педагог
  - Николай Хайтов — Николай Хайтов, письменник
- 1970 рік
  - Ілія Петров, художник (учетверте)
  - Никола Тодориев — Никола Тодорієв, інженер
- 1971 рік
  - Александр Александров, інженер, генерал-майор
  - Атанас Бояджиев — Атанас Бояджієв, композитор
  - Павел Вежинов, письменник-фантаст (утретє)
  - Любомир Далчев — Любомир Далчев, скульптор
  - Йордан Малиновски — Йордан Малиновський, фізик
  - Павел Петрусенко — Петрусенко Павло Іванович, хімік
  - Ілія Петров, художник (уп'яте)
  - Йордан Радічков, письменник (1954?)
  - Лиляна Стефанова — Ліляна Стефанова, письменниця
  - Петър Ступел — Петар Ступел, композитор, з колективом
  - Иван Тодоров (фізик) — Іван Тодоров, фізик
  - Жоржета Чакърова — Жоржетта Чакирова, актриса
  - Рачко Ябанджиев — Рачко Ябанджієв, артист
  - За розробку ЕС5012 у 1971 р. колектив у такому складі: Ангел Ангелов, Иван Аршинков, Добромир Дяков, Елка Неделчева, Димитър Александров, Недко Ботев — Ангел Ангелов, Іван Аршинков, Добромир Дяков, Елка Неделчева, Димитр Александров, Недко Ботев
  - Актори і знімальна група телесеріалу «На кожному кілометрі»: Стефан Данаилов, Григор Вачков, Георги Черкелов, Георги Георгиев-Гец, Никола Динов, Ванча Дойчева, Петар Пенков, Коста Цонев, Любомир Кабакчиев, Любомир Киселички, Георги Попов, Васил Попилиев, Петър Слабаков, Стефан Илиев, Стефан Сърбов, Васил Стойчев, Любен Миладинов, Димитър Миланов, Неделчо Чернев, Любомир Шарланджиев, Свобода Бъчварова, Евгени Константинов, Костадин Кюлюмов, Георги Марков, Павел Вежинов, Емил Вагенштайн
- 1972 рік
  - Александр Абуш, німецький публіцист, літературознавець, критик
  - Ефрем Каранфилов — Єфрем Каранфілов, літературний критик, академік БАН
  - Любомир Левчев, поет
  - Димитър Марков — Димитр Марков, літературознавець
  - Величко Минеков — Величко Мінеков, скульптор
  - Никола Мирчев — Никола Мірчев, художник (вдруге)
  - Стойчо Панчев, фізик
  - Ивайло Петров — Івайло Петров, письменник
  - Борис Пономарьов, радянський політичний діяч
- 1974 рік
  - Лазар Донков — Лазар Донков, етнолог
  - Иван Кьосев — Іван Кйосев, художник
  - Васил Николов — Васил Николов, інженер-електронік
  - Иван Пейчев — Іван Пейчев, поет і драматург
  - Азаря Поликаров — Азаря Полікаров, філософ і фізик
  - Спас Ригов — Спас Ригов, інженер
  - Михайло Суслов, радянський партійний діяч
  - За розробку і впровадження ЗУМД ЕС 5052 и дискового пакета ЕС 5053 у 1974 г. колектив у складі: Любомир Фенерджиев, Живко Паскалев, Боян Цонев, Михаил Рашев, Огнян Църноречки и Георги Малиновски — Любомир Фенерджієв, Живко Паскалев, Боян Цонев, Михаїл Рашев, Огнян Цирноречки і Георгій Малиновський
  - Іван Юхновський, хімік і педагог
- 1975 рік
  - Яніс Ріцос, грецький письменник
- 1976 рік
  - Методи Андонов — Методій Андонов, режисер (посмертно)
  - Павел Вежинов, письменник-фантаст (учетверте, з колективом)
  - Тодор Живков, партійний діяч
  - Захари Младенов — Захарій Младенов, медик
  - Георги Павлов — Георгій Павлов, політик
  - Тодор Панайотов — Тодор Панайотов, художник
  - Стоян Сотиров — Стоян Сотиров, художник (утретє)
  - Боян Табов — Боян Табов, гірничий інженер
- 1978 рік
  - Леонід Брежнєв, генсек ЦК КПРС
  - Колектив селекціонерів пшениці: (Тодор Рачински, Живко Куновски, Нено Дончев) — Тодор Рачинський, Живко Куновський, Нено Дончев та інші
- 1979 рік
  - Габрієль Гарсія Маркес, письменник
  - Минчо Минчев — Мінчо Мінчев, скрипаль
- 1980 рік
  - Румен Атанасов — Румен Атанасов, інженер-електротехнік
  - Димитър Бучков — Димитр Бучков, інженер-машинобудівник
  - Науковий колектив енергетиків (Росица Георгиева и др. — Росица Георгієва та ін.)
  - Манол Величков — Манол Величков, металург
  - Александър Геров — Александр Геров, поет і прозаїк
  - Доньо Донев, художник-аніматор
  - Захари Младенов — Захарій Младенов, медик (вдруге)
  - Валентин Старчев — Валентин Старчев, скульптор
  - Венцеслав Тошков — Венцеслав Тошков, матеріалознавець
  - Асен Хаджиолов — Асен Хаджіолов, біолог
  - Коста Цонев, актор
- 1981 рік
  - Хосе Лопес Портільйо, президент Мексики
- 1982 рік
  - Димитър Бойков, скульптор
  - Владимир Кабаиванов — Владимир Кабаіванов, хімік
  - Вера Мутафчиева — Вера Мутафчієва, письменниця
  - Генчо Стоев — Генчо Стоєв, письменник
  - Георги Цанев — Георгій Цанев, літературознавець
  - За розробку пристроїв і системи приготування даних — Тихомир Топалов, Леон Маиров, Лиляна Танева, Атанас Михайлов, Витко Еленков, Владимир Червенаков, Бранимир Буюклиев, Велизар Чолаков — Тихомир Топалов, Леон Маїров, Ліляна Танева, Атанас Михайлов, Витко Єленков, Владимир Червенаков, Бранимир Буюклієв, Велизар Чолаков
  - За системи для телеобробки і для багатомашинних мереж — Илич Юлзари, Живко Железов, Венко Марков, Стоян Марков, Койчо Витанов, Видьо Видев, Недко Жилевски, Венелин Алтънов, Светла Басмаджиева, Божидар Райчев, Емил Димитров, Михаил Михайлов, Емил Йончев — Ілич Юлзарі, Живко Железов, Венко Марков, Стоян Марков, Койчо Вітанов, Відьо Видев, Недко Жилевський, Венелин Алтинов, Светла Басмаджієва, Божидар Райчев, Еміл Димитров, Михаїл Михайлов, Еміл Йончев
- 1983 рік
  - Творці фільму «Хан Аспарух»
- 1984 рік
  - Стоян Джуджев — Стоян Джуджев, музичний теоретик і педагог
  - Желю Желев, фізик
  - Павел Марков, фізик
  - Стефан Попов — Стефан Попов, архітектор
  - Александър Спасов — Александр Спасов, хімік
  - Любен Станев — Любен Станев, письменник і сценарист
  - Христо Христов, фізик
  - Димитър Шопов — Димитр Шопов, хімік і педагог

Чужоземці, нагороджені за «їхню суспільно-політичну, наукову і творчу діяльність за мир, демократію і соціальний прогрес у світі»:
- - Микола Тихонов, російський комуністичний діяч
  - Хафіз аль-Ассад, сирійський політичний діяч
  - Шіґеоші Мацумає, японський інженер і політичний діяч
  - Дороті Годжкін, англійська вчена-біохімік
- 1985 рік
  - Теофан Сокеров — Теофан Сокеров, художник
- 1986 рік
  - Авторський колектив фільму «Борис I» (Борислав Шаралиев, Анжел Вагенщайн, Венец Димитров — Борислав Шаралієв, Анжел Вагенштайн, Венец Димитров)
  - Колектив, що розробляв дискові пристрої пам'яті та підсистеми з великою місткістю й високою швидкістю (Кръстьо Янев, Благой Цинкулов, Маргарита Терпешева, Камен Тенчев, Динко Люцканов)
  - Міто Ісусов, історик
  - Невена Коканова, актриса
  - Нінко Косашкі, військовик, історик
  - Георги Манолов — Георгій Манолов, генетик
  - Леда Мілева, письменниця
  - Александрина Милчева — Александрина Мілчева, оперна співачка
  - Яко Молхов, військовик, історик
  - Иван Недялков — Іван Недялков, геофізик, посмертно
  - Станіслав Стратієв, письменник
- 1989 рік
  - Жоржі Амаду, письменник

### Лауреати з неуточненою датою вручення премії
- Георги Атанасов — Георгій Атанасов (художник), художник
- Володимир Базовський, радянський партійний діяч, дипломат
- Рада Балевска — Рада Балевська, зоолог
- Георги Белев — Георгій Белев, оперний співак
- Николай Бешков — Николай Бешков, енергетик
- Петър Бобев — Петър Бобев, письменник
- Никола Бойчанов — Никола Бойчанов, цирковий артист
- Васил Василев, інженер, генерал-лейтенант
- Марин Грозев — Марин Грозев, герой соціалістичної праці
- Петър Гюров — Петр Гюров, актор
- Дамян Дамянов — Дам'ян Дам'янов, поет
- Цено Диков, художник, (до 1953)
- Димитър Димитров — Димитр Димитров, лікар
- Блага Димитрова, письменниця і сценаристка
- Маргарита Дупаринова — Маргарита Дупаринова, актриса (двічі)
- Лъчезар Еленков — Лучезар Єленков, письменник
- Васил Казанджиев — Васил Казанджієв, диригент
- Тодор Костов;— Тодор Костов, оперний співак
- Любомир Кръстанов — Любомир Крастанов, фізик
- Николай Лілієв, поет
- Юда-Нісім Магрісо, науковець у галузі виноградарства
- Павел Матев — Павел Матев, поет
- Минчо Минчев — Минчо Минчев (інженер), електроінженер і педагог
- Хаїм Олівер, письменник і сценарист
- Никола Панов — Никола Панов, цирковий артист
- Димитър Петров — Димитр Петров, інженер
- Димитър Пиронков — Димитр Пиронков, цирковий артист
- Иван Пиронков — Іван Пиронков, цирковий артист
- Кирил Попов — Кирил Попов, математик (вдруге)
- Павел Попов — Павел Попов, біолог
- Георги Раданов — Георгій Раданов, актор
- Йордан Радичков — Йордан Радичков, письменник (1954?)
- Петър Райков — Петар Райков, архітектор
- Валерій Харченко, режисер, актор
- Никола Христов — Никола Христов, енергетик
- Димитър Чавдаров-Челкаш — Димитр Чавдаров-Челкаш, письменник

## Цікавинки
У травні 1950 року Димитровською премією нагороджено 28 болгарських письменників.

## Виноски
1. ↑  Енциклопедия на изобразителните изкуства в България, том 1, Издателство на БАН, София, 1980 г.
2. ↑  АРХИВНИ СПРАВОЧНИЦИ, № 17 (PDF). Архів оригіналу (PDF) за 5 березня 2016. Процитовано 20 квітня 2016.
3. ↑  Дебют под акомпанимента на бомбите. «Култура». Архів оригіналу за 23 квітня 2016. Процитовано 20 квітня 2016.
4. ↑  Летопис на драматичен театър «Сава Огнянов» (PDF). Архів оригіналу (PDF) за 4 травня 2016. Процитовано 20 квітня 2016.
5. ↑  Крум Григоров // Читанка. Архів оригіналу за 5 травня 2016. Процитовано 20 квітня 2016.
6. ↑  Достолепната артистка Надя Афеян. «Култура». Архів оригіналу за 2 квітня 2016. Процитовано 20 квітня 2016.
7. ↑  Георги Каракашев. Сайт Galleryloran. Архів оригіналу за 28 квітня 2016. Процитовано 20 квітня 2016.
8. ↑  Дестинация Дряново
9. ↑  Дом–музей «Пеньо Пенев» — Димитровград. Архів оригіналу за 7 травня 2016. Процитовано 20 квітня 2016.
10. ↑  Протокол № 471 від 14.06.1984 засідання Политбюро ЦК БКП[недоступне посилання з липня 2019]
11. ↑  «Литература демократической Болгарии», «Огонёк», 10 вересня 1950, стор. 24